# 克里斯滕·米哈尔
克里斯滕·米哈尔（發音：[ˈkristen ˈmihːɑl]；1975年7月12日—）是爱沙尼亚政治家，自2024年7月23日起担任爱沙尼亚总理。他是爱沙尼亚改革党成员，並於2015年4月9日至2016年11月22日担任時任總理塔维·罗伊瓦斯内阁的经济和基础设施部长。此前，米哈尔于2011年至2012年担任司法部长。
2023年4月17日，米哈尔在卡娅·卡拉斯第三届内阁中宣誓就任气候部长。
因應卡娅·卡拉斯即將出任欧盟外交与安全政策高级代表，米哈爾於2024年7月23日接任總理。